# Manilkara bidentata
Manilkara bidentata este o specie de arbori originară din Caraibe, America Centrală și America de Sud care atinge înălțimi de 30-46 m și un diametru al trunchiului de 0,6-1,2 m.
Arborii din genul Manilkara sunt cunoscuți în Europa prin denumirea de massaranduba, denumire introdusă de portughezi care au preluat-o de la populația Tupi.
Densitatea medie a lemnului uscat alcătuiește 1.080 kg/m3. Duritatea Janka este 1.420 kgf (13.920 N).
Lemnul este de diferite nuanțe de maro roșcat. Culoarea tinde să fie mai închisă pe măsura ce îmbatrânește. Alburnul este de culoare gălbuie deși nu este întotdeauna foarte clar delimitat.
Esența este clasificată ca fiind foarte durabilă și rezistentă la putregai și atacul insectelor.
În ciuda durității se lucrează destul de ușor cu lemnul, atât manual, cât și cu utilaje.
Arborele nu se află pe lista speciilor periclitate CITES.